# HMS Mashona
La HMS Mashona (pennant number F59) fu un cacciatorpediniere della Royal Navy britannica appartenente alla classe Tribal, entrato in servizio nel marzo del 1939; attiva durante la seconda guerra mondiale, fu affondata da attacchi aerei tedeschi il 28 maggio 1941 al largo delle coste occidentali dell'Irlanda, nell'ambito delle fasi finali dell'operazione Rheinübung.

## Storia
Impostata nei cantieri della Vickers-Armstrongs (anche se l'apparato motore fu realizzato dalla Parsons Marine Steam Turbine Company) di Newcastle upon Tyne il 5 agosto 1936, la nave fu varata il 3 settembre 1937 con il nome di Mashona in onore dell'omonimo popolo tribale dell'Africa, prima e unica unità della Royal Navy a portare questo nome. Entrata in servizio il 28 marzo 1939, fu assegnata alla Home Fleet e svolse attività di addestramento nel canale de La Manica, scortando anche il 12 maggio 1939 il transatlantico Empress of Australia con a bordo il re Giorgio VI del Regno Unito di ritorno da un viaggio in Canada; nel giugno seguente, il cacciatorpediniere fu distaccato nel Mare d'Irlanda per partecipare alle operazioni di recupero dello scafo del sommergibile HMS Thetis, affondato con tutto l'equipaggio durante delle prove in mare.
Allo scoppio della guerra nel settembre del 1939, la Mashona fu assegnata alle operazioni di scorta e pattugliamento dell'Atlantico settentrionale; il 25 settembre fu inviata insieme ad altri due cacciatorpediniere nella baia di Helgoland, nel Mare del Nord, per prestare assistenza al sommergibile HMS Spearfish, rimasto gravemente danneggiato dall'attacco di unità tedesche, riuscendo a portare in salvo il battello in patria. Dopo lavori di riparazione a metà dell'ottobre del 1939, la nave tornò in servizio nel novembre seguente, sempre assegnata alla Home Fleet e impegnata in missioni di pattugliamento e scorta nelle acque di casa; a partire dall'aprile del 1940, la Mashona fu coinvolta negli eventi della campagna di Norvegia, partecipando agli sbarchi a Namsos, alla scorta delle unità da guerra della Home Fleet e alla protezione della ritirata finale delle forze degli Alleati. Il 27 giugno 1940, durante un'operazione in Atlantico, subì danni strutturali a causa del mare agitato, dovendo poi rimanere in cantiere per le riparazioni fino a luglio.
Il 6 gennaio 1941, durante un'uscita di emergenza dal porto di Scapa Flow, la Mashona entrò in collisione con la gemella HMS Sikh, riportando gravi danni che la tennero bloccata in cantiere fino ai primi di marzo. Dopo ulteriori missioni di scorta in Atlantico, il 24 maggio 1941 la Mashona fu distaccata per partecipare con il resto della Home Fleet alla caccia alla nave da battaglia tedesca Bismarck nell'Atlantico settentrionale, ma a causa della penuria di carburante il 27 maggio ricevette l'ordine di rientrare alla base insieme al cacciatorpediniere HMS Tartar. La mattina del 28 maggio, al largo delle coste occidentali dell'Irlanda, le due navi finirono sotto attacco da parte di bombardieri tedeschi Junkers Ju 88 decollati dalla Francia: una bomba colpì la fiancata di babordo della Mashona, distruggendo la sala caldaie numero 1; nonostante i tentativi di controbilanciare lo sbandamento la nave continuò progressivamente ad inclinarsi, e dopo un'ora, approfittando di una pausa negli attacchi aerei, venne dato l'ordine di abbandonarla. La Tartar, assistita anche dai sopraggiunti cacciatorpediniere HMS Sherwood e HMCS St. Clair, riuscì a recuperare 184 superstiti dell'equipaggio della Mashona: la nave venne poi finita con un siluro dalla stessa Tartar ed affondò a circa 65 miglia ad est delle isole Aran, in Irlanda.